# جاي سميث
جاي سميث (بالإنجليزية: Jay R. Smith)‏ (و. 1915 – 2002 م) هو ممثل، وممثل أفلام، من الولايات المتحدة الأمريكية، ولد في لوس أنجلوس، توفي في لاس فيغاس، نيفادا، عن عمر يناهز 87 عاماً.

## وصلات خارجية
- جاي سميث على موقع IMDb (الإنجليزية)
- جاي سميث على موقع روتن توميتوز (الإنجليزية)
- جاي سميث على موقع أول موفي (الإنجليزية)
- جاي سميث على موقع قاعدة بيانات الأفلام السويدية (السويدية)
- جاي سميث على موقع قاعدة بيانات الفيلم (الإنجليزية)
- جاي سميث على موقع كينوبويسك (الروسية)